# لات‌تروپ
لات‌تروپ (به هلندی: Lattrop) یک روستا در هلند است که در دینکل‌لاند واقع شده‌است. لات‌تروپ ۸۹۰ نفر جمعیت دارد.